# Myschuryn Rih
Myschuryn Rih (ukrainisch Мишурин Ріг; russisch Мишурин Рог Mischurin Rog) ist ein Dorf in der ukrainischen Oblast Dnipropetrowsk mit etwa 1800 Einwohnern. Erstmals schriftlich erwähnt wurde das Dorf in der Mitte des 16. Jahrhunderts.

## Geographie
Myschuryn Rih liegt an der Mündung des Omelnyk (Омельник) in den zum Kamjansker Stausee angestauten Dnepr 110 km nordwestlich des Oblastzentrums Dnipro an der Grenze zum Rajon Onufrijiwka der Oblast Kirowohrad. Die Großstadt Krementschuk liegt 54 km nordwestlich dnepraufwärts. Am Dorf entlang führt die nationale Fernstraße N 08.
Am 12. Juni 2020 wurde das Dorf ein Teil der Stadtgemeinde Werchnjodniprowsk, bis dahin bildete es die gleichnamige Landgemeinde Myschuryn Rih (Мишурино-Різька сільська рада/Myschuryno-Riska silska rada) im Nordwesten des Rajons Werchnjodniprowsk.
Am 17. Juli 2020 kam es im Zuge einer großen Rajonsreform zum Anschluss des Rajonsgebietes an den Rajon Kamjanske.